# Grammy Awards de 2010
A 52.ª cerimônia anual do Grammy Award foi realizada em 31 de janeiro de 2010, na arena Staples Center, em Los Angeles, Califórnia. O cantor e compositor Neil Young foi o homenageado com o prêmio Pessoa do Ano MusiCares em 29 de janeiro, dois dias antes da cerimônia oficial. O evento foi antecipado para janeiro para evitar disputa com os Jogos Olímpicos de Iverno de Vancouver. Somente dez dos 109 prêmios foram entregues durante a transmissão televisiva, enquanto os demais prêmios foram entregues nos bastidores do evento.
A cantora Beyoncé, venceu seis de dez indicações, sendo a artista mais indicada da edição e quebrando o recorde de maior número de vitórias por uma artista feminina em uma única edição. Taylor Swift venceu quatro prêmios, enquanto The Black Eyed Peas, Jay-Z e Kings of Leon venceram três categorias cada um. Outros artistas com mais de um prêmio foram Colbie Caillat, Eminem, Kanye West, Lady Gaga, Jason Mraz e Rihanna. A edição marcou também os primeiros prêmios recebidos por Judas Priest e AC/DC.
Fearless, de Taylor Swift, venceu o prêmio de Álbum do Ano, tornando-a a mais jovem artista a vencer a categoria, até 2020. A banda Kings of Leon venceu o prêmio de Gravação do Ano com a canção "Use Somebody", enquanto "Single Ladies" rendeu a Beyoncé o prêmio de Canção do Ano. O grupo Zac Brown Band foi premiado como Revelação do Ano, tornando-se o quarto artista do cenário country a vencer a categoria.

## Apresentações
- Lady Gaga e Elton John — "Poker Face" / "Speechless" / "Your Song"[9]
- Green Day — "21 Guns"
- Beyoncé — "If I Were a Boy / "You Oughta Know"
- P!nk — "Glitter in the Air"
- The Black Eyed Peas — "Imma Be" / "I Gotta Feeling"
- Lady Antebellum — "Need You Now"
- Jamie Foxx, T-Pain, Slash e Doug E. Fresh — "Blame It"
- Zac Brown Band e Leon Russell — "America the Beautiful" / "Dixie Lullaby" / "Chicken Fried"
- Taylor Swift, Stevie Nicks e Butch Walker — "Today Was a Fairytale" / "Rhiannon" / "You Belong With Me"
- Michael Jackson, Céline Dion, Usher, Carrie Underwood, Jennifer Hudson e Smokey Robinson — "Earth Song"[10]
- Bon Jovi e Jennifer Nettles — "We Weren't Born to Follow" / "Who Says You Can't Go Home" / "Livin' on a Prayer"
- Andrea Bocelli, Mary J. Blige e David Foster — "Bridge Over Troubled Water"
- Dave Matthews Band — "You and Me"
- Maxwell e Roberta Flack — "Pretty Wings" / "Where Is the Love"
- Jeff Beck e Imelda May — "How High the Moon"
- Drake, Lil Wayne, Eminem e Travis Barker — "Drop the World" / "Forever"

## Vencedores e indicados

### Categorias gerais
| Gravação do Ano - "Use Somebody" – Kings of Leon - "Halo" – Beyoncé - "I Gotta Feeling" – The Black Eyed Peas - "Poker Face" – Lady Gaga - "You Belong With Me" – Taylor Swift            | Álbum do Ano - Fearless – Taylor Swift - I Am... Sasha Fierce – Beyoncé - The E.N.D. – The Black Eyed Peas - The Fame – Lady Gaga - Big Whiskey and the GrooGrux King – Dave Matthews Band |
| Canção do Ano - "Single Ladies (Put a Ring on It)" – Beyoncé - "Poker Face" – Lady Gaga - "Pretty Wings" – Maxwell - "Use Somebody" – Kings of Leon - "You Belong With Me" – Taylor Swift | Artista Revelação - Zac Brown Band - Keri Hilson - MGMT - Silversun Pickups - The Ting Tings                                                                                               |

### Pop
| Melhor Performance Pop Feminina - "Halo" - Beyoncé - "Hometown Glory" - Adele - "Hot n Cold" - Katy Perry - "Sober" - P!nk - "You Belong With Me" - Taylor Swift                                                     | Melhor Performance Pop Masculina - "Make It Mine" - Jason Mraz - "This Time" - John Legend - "Love You" - Maxwell - "If You Don't Know Me by Now" - Seal - "All About the Love Again" - Stevie Wonder |
| Melhor Performance Pop por Dupla ou Grupo - "I Gotta Feeling" - The Black Eyed Peas - "We Weren't Born to Follow" - Bon Jovi - "Never Say Never" - The Fray - "Sara Smile" - Daryl Hall & John Oates - "Kids" - MGMT | Melhor Colaboração Pop com Vocais - "Lucky" - Jason Mraz e Colbie Caillat - "Sea of Heartbreak" - Rosanne Cash e Bruce Springsteen - "Love Sex Magic" - Ciara e Justin Timberlake - "Baby, It's Cold Outside" - Norah Jones e Willie Nelson - "Breathe (canção de Taylor Swift)" - Taylor Swift e Colbie Caillat |
| Melhor Performance Pop Instrumental - "Throw Down Your Heart" - Béla Fleck - "Bésame Mucho" - Herb Alpert - "The Fire" - Imogen Heap - "Phoenix Rise" - Maxwell - "Funk Joint" - Marcus Miller                       | Melhor Álbum Pop Instrumental - Potato Hole - Booker T. Jones - In Boston - Chris Botti - Legacy - Hiroshima - Modern Art - The Rippingtons & Russ Freeman - Down the Wire - Spyro Gyra |
| Melhor Álbum Pop - The E.N.D. - The Black Eyed Peas - Breakthrough - Colbie Caillat - All I Ever Wanted - Kelly Clarkson - The Fray - The Fray - Funhouse - P!nk                                                     | Melhor Álbum Pop Tradicional - Meets Madison Square Garden – Michael Bublé - A Swingin' Christmas – Tony Bennett - Your Songs – Harry Connick, Jr. - Liza's at The Palace... – Liza Minnelli - American Classic – Willie Nelson                                                                                  |

### Dance
| Melhor Gravação de Dance - "Poker Face" - Lady Gaga - "Boom Boom Pow" - The Black Eyed Peas - "When Love Takes Over" - David Guetta e Kelly Rowland - "Celebration" - Madonna - "Womanizer" - Britney Spears | Melhor Álbum de Dance/Eletrônica - The Fame - Lady Gaga - Divided By Night - The Crystal Method - One Love - David Guetta - Party Rock - LMFAO |

### Rock
| Melhor Performance Vocal de Rock - "Working on a Dream" - Bruce Springsteen - "Beyond Here Lies Nothin'" - Bob Dylan - "Change in the Weather" - John Fogerty - "Dreamer" - Prince - "Fork in the Road" - Neil Young | Melhor Performance Vocal de Rock por Dupla ou Grupo - "Use Somebody" - Kings of Leon - "Can't Find My Way Home" - Eric Clapton e Steve Winwood - "Life in Technicolor II" - Coldplay - "21 Guns" - Green Day - "I'll Go Crazy If I Don't Go Crazy Tonight" - U2 |
| Melhor Performance de Hard Rock - "War Machine" - AC/DC - "What I've Done" - Linkin Park - "Check My Brain" - Alice in Chains - "The Unforgiven III" - Metallica - "Burn It to the Ground" - Nickelback              | Melhor Performance de Metal - "Dissident Aggressor (Live)" - Judas Priest - "Set to Fail" - Lamb of God - "Head Crusher" - Megadeth - "Señor Peligro (Live)" - Ministry - "Hate Worldwide" - Slayer                                                             |
| Melhor Canção de Rock - "Use Somebody" - Kings of Leon - "The Fixer" - Pearl Jam - "I'll Go Crazy If I Don't Go Crazy Tonight" - U2 - "21 Guns" - Green Day - "Working on a Dream" - Bruce Springsteen               | Melhor Álbum de Rock - 21st Century Breakdown - Green Day - Black Ice - AC/DC - Live from Madison Square Garden - Eric Clapton e Steve Winwood - Big Whiskey and the GrooGrux King - Dave Matthews Band - No Line on the Horizon - U2                           |

### R&B
| Melhor Performance de R&B Feminina - "Single Ladies (Put a Ring on It)" - Beyoncé - "It Kills Me" - Melanie Fiona - "That Was Then" - Lalah Hathaway - "Goin' Thru Changes" - Ledisi - "Lions, Tigers & Bears" - Jazmine Sullivan                                                                          | Melhor Performance de R&B Masculina - "Pretty Wings" - Maxwell - "The Point Of It All" - Anthony Hamilton - "SoBeautiful" - Musiq Soulchild - "Under" - Pleasure P - "There Goes My Baby" - Charlie Wilson          |
| Melhor Performance de R&B por Dupla ou Grupo - "Blame It" - Jamie Foxx e T-Pain - "Chocolate High" - India.Arie e Musiq Soulchild - "IfULeave" - Musiq Soulchild e Mary J. Blige - "Higher Ground" - Robert Randolph e The Clark Sisters - "Love Has Finally Come at Last" - Calvin Richardson e Ann Nesby | Melhor Performance de R&B Tradicional - "At Last" - Beyoncé - "Soul Music" - Anthony Hamilton - "Don't Let Me Be Lonely Tonight" - Boney James - "Sow Love" - Ann Nesby - "Woman Gotta Have It" - Calvin Richardson |
| Melhor Performance de Urban/Alternativa - "Pearls" - India.Arie e Dobet Gnahore - "Daykeeper" - The Foreign Exchange - "All Matter" - Robert Glasper e Bilal - "A Tale Of Two" - Eric Roberson, Ben O'Neill e Michelle Thompson - "Blend" - Tonex                                                          | Melhor Canção de R&B - "Single Ladies (Put a Ring on It)" - Beyoncé - "Blame It" - Jamie Foxx e T-Pain - "Lions, Tigers & Bears" - Jazmine Sullivan - "Pretty Wings" - Maxwell - "Under" - Pleasure P               |
| Melhor Álbum de R&B - BLACKsummers'night - Maxwell - The Point Of It All - Anthony Hamilton - Testimony: Vol. 2, Love & Politics - India.Arie - Turn Me Loose - Ledisi - Uncle Charlie - Charlie Wilson | Melhor Álbum de R&B Contemporâneo - I Am... Sasha Fierce - Beyoncé - Intuition - Jamie Foxx - The Introduction of Marcus Cooper - Pleasure P - Ready - Trey Songz - Thr33 Ringz - T-Pain                            |

### Country
| Melhor Performance Feminina de Country - "White Horse" - Taylor Swift - "Dead Flowers" - Miranda Lambert - "I Just Call You Mine" - Martina McBride - "Just a Dream" - Carrie Underwood - "Solitary Thinkin'" - Lee Ann Womack | Melhor Performance Masculina de Country - "Sweet Thing" - Keith Urban - "All I Ask For Anymore" - Trace Adkins - "People Are Crazy" - Billy Currington - "High Cost of Living" - Jamey Johnson - "Living for the Night" - George Strait                                                                 |
| Melhor Performance Country por Dupla ou Grupo - "I Run to You" - Lady Antebellum - "Cowgirls Don't Cry" - Brooks & Dunn - "Chicken Fried" - Zac Brown Band - "Here Comes Goodbye" - Rascal Flatts - "It Happens" - Sugarland   | Melhor Colaboração Country com Vocais - "I Told You So" - Carrie Underwood e Randy Travis - "Beautiful World" - Dierks Bentley e Patty Griffin - "Down the Road" - Kenny Chesney e Mac McAnally - "Start a Band" - Brad Paisley e Keith Urban - "Everything But Quits" - Lee Ann Womack e George Strait |
| Melhor Canção Country - "White Horse" - Taylor Swift - "All I Ask For Anymore" - Trace Adkins - "High Cost of Living" - Jamey Johnson - "I Run to You" - Lady Antebellum - "People Are Crazy" - Billy Currington               | Melhor Álbum de Country - Fearless - Taylor Swift - The Foundation - Zac Brown Band - Twang - George Strait - Defying Gravity - Keith Urban - Call Me Crazy - Lee Ann Womack |